# Raumwahrnehmung
Raumwahrnehmung – in der wissenschaftlichen Literatur als Tiefenwahrnehmung bezeichnet – ist die kinästhetische, akustische und visuelle Erfahrung bzw. Konstruktion von Raum. Grundlegend dafür ist die Wahrnehmung der Entfernung vom Beobachter, d. h. der räumlichen Tiefe.

## Binokulare Raumwahrnehmung
Ähnlich einer Kameralinse erzeugt die Augenlinse ein zweidimensionales Abbild der Umwelt auf der Netzhaut. Dennoch ist eine Raumwahrnehmung, also das Sehen räumlicher Tiefe, möglich. Das Sehen mit nur einem Auge ermöglicht nur eine begrenzte Raumwahrnehmung. Das Sehen mit zwei Augen erlaubt eine verstärkte Raumwahrnehmung. Sie beruht auf zwei Prinzipien: Zum einen bewirkt der Sehwinkel, dass das auf die Netzhaut projizierte Bild den Eindruck einer scheinbaren Größe erzeugt, zum anderen werden in der Sehrinde des Gehirns Rückschlüsse über die Abmessungen und die Entfernungen von Objekten gezogen. Die Kenntnis über die Außenwelt und die darin vorkommenden Objekte führen zu einer Interpretation der räumlichen Tiefe.

### Parallaxe
Der Mensch und viele Tiere besitzen zwei nebeneinander liegende Augen, mit denen gleichzeitig derselbe Punkt im Raum angeschaut werden kann und ein stereoskopisches Sehen möglich ist. Durch den kleinen seitlichen Abstand ist das Bild der beiden Augen aus einer leicht unterschiedlichen Perspektive gesehen, wodurch sich seitliche Verschiebungen (sog. Querdisparation) zwischen verschiedenen Punkten im Raum ergeben. Bis zu einer Entfernung von ca. 10 m kann diese Parallaxe vom Gehirn als räumliche Tiefeninformation interpretiert werden.

### Konvergenz
Zur Betrachtung naher Gegenstände werden die Augen von den nasal gelegenen Augenmuskeln nach innen gedreht, während die Augen bei der Betrachtung weit entfernter Objekte parallel stehen. Bis zu einem Abstand von etwa 3 Metern kann das Gehirn aus der Konvergenz der Blickachsen Informationen über die Entfernung entnehmen. Der Kontraktions- bzw. Dehnungszustand der Augenmuskeln wird über die darin befindlichen Muskelspindeln wahrgenommen und in Verbindung mit den anderen Eindrücken vom Gehirn ausgewertet.

## Monokulare Raumwahrnehmung

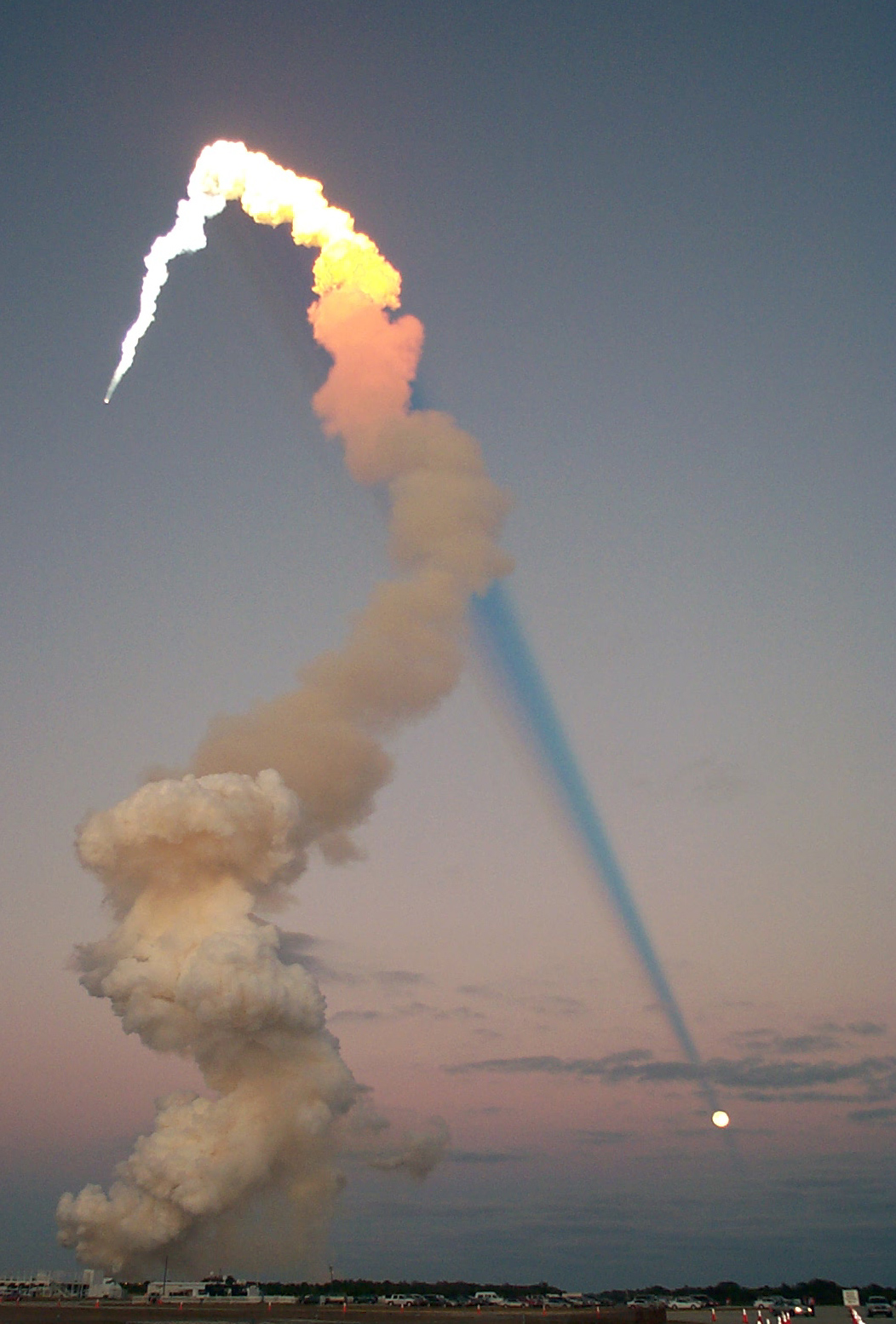
Ein startender Space Shuttle. Die Sonne steht links hinter der Kamera, und der Schatten der Rauchsäule wird in der Erdatmosphäre in Richtung des Mondes geworfen.

Ist eine stereoskopische Betrachtung nicht möglich, weil ein Auge blind oder abgedeckt ist, oder betrachtet man eine Abbildung, wie beispielsweise eine Fotografie oder ein Gemälde, muss aus den abgebildeten Objekten die räumliche Zuordnung rekonstruiert werden. Umgekehrt werden von Zeichnern und Malern die auch beim Sehen mit einem Auge erkennbaren Hinweisreize der perspektivischen Darstellung gesetzt, um eine räumliche Wirkung zu erzielen.

### Akkommodation
Um einen Punkt im Raum scharf sehen zu können, wird die Krümmung der Augenlinsen variiert (Akkommodation). Mit der Zeit lernt man, welche Entfernung mit welcher Stärke der Krümmung zusammenhängt, so dass auch umgekehrt aus der Änderung der Linsenkrümmung ein Rückschluss auf die räumliche Tiefe möglich ist. Hier ist die Schätzung der Entfernung auf ca. 1–2 m beschränkt.

### Linearperspektive
Jeder kennt das Beispiel der Eisenbahnschienen oder einer Straße, die sich scheinbar am Horizont zu einem Punkt vereinigen. Dieser Effekt der stürzenden Linien zeigt sich bei allen geraden Kanten und Grenzen von Körpern, die räumlich parallel zueinander liegen. Wir wissen, dass sie parallel verlaufen, und kommen nicht in Versuchung anzunehmen, dass sie sich am Horizont vereinigen – stattdessen lesen wir auch deren Abbild als das einer räumlichen Situation.
In der Renaissance erlebten die geometrischen Verfahren der Linearperspektive eine hohe Blüte und brachten eine Fülle an gemalten Trompe-l’œils hervor. Im Zeitalter des Barock wurde diese Gesetzmäßigkeit auch eingesetzt, um beeindruckende architektonische Wirkungen auf kleinstem Raum zu erzeugen, wie dies meisterhaft Bernini am Vorplatz des Petersdoms in Rom vollzog und geradezu virtuos in dem kleinen Treppenhaus, das in die privateren Gemächer des Papstes führt, der berühmten Scala Regia rechterhand der Hauptfassade des Petersdoms.

### Relative Größe

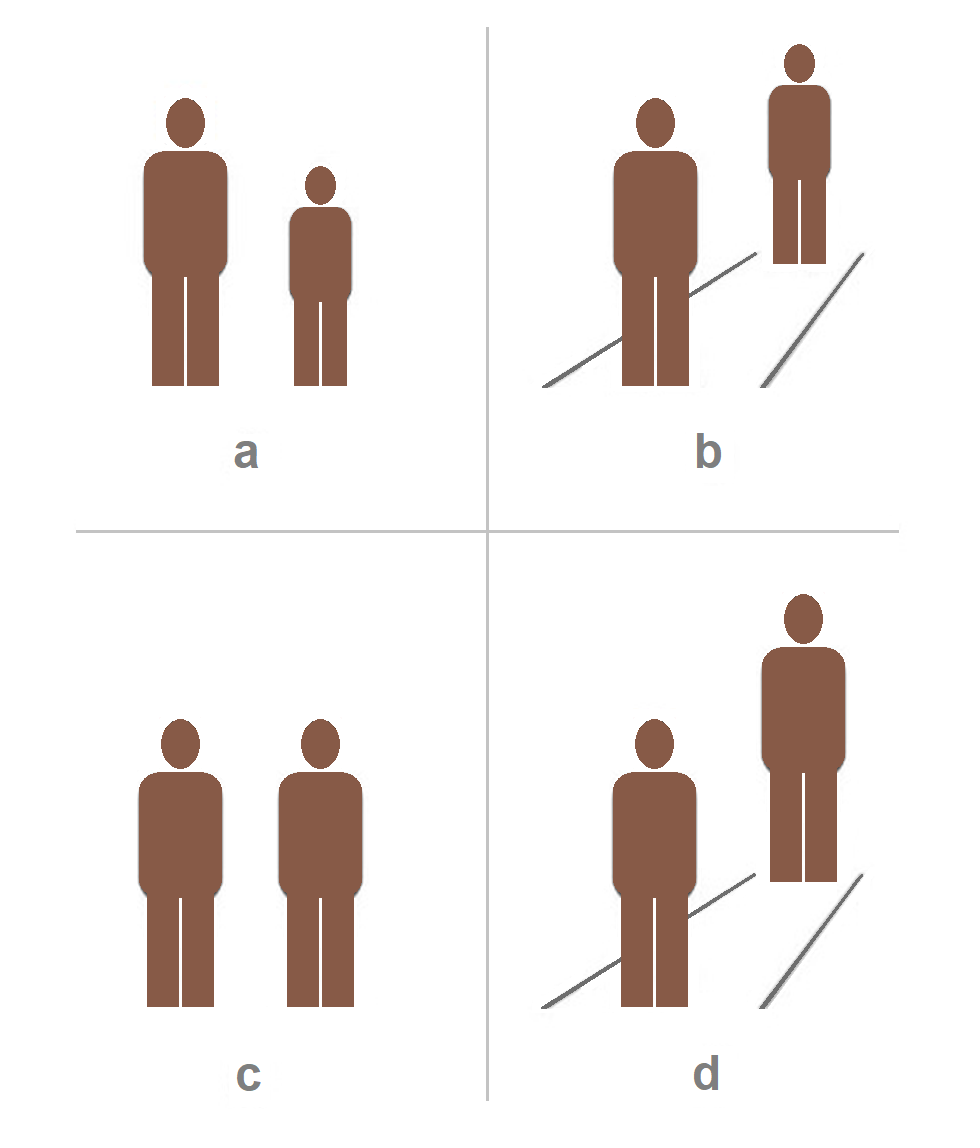
a: Unterschiedlich große Menschen.
b: Wird die kleinere Figur zwischen konvergierenden Linien in die Höhe verlagert, wird sie als weiter entfernt interpretiert und gleich groß wahrgenommen.
c: Gleich große Figuren.
d: Die verlagerte erscheint als Riese.

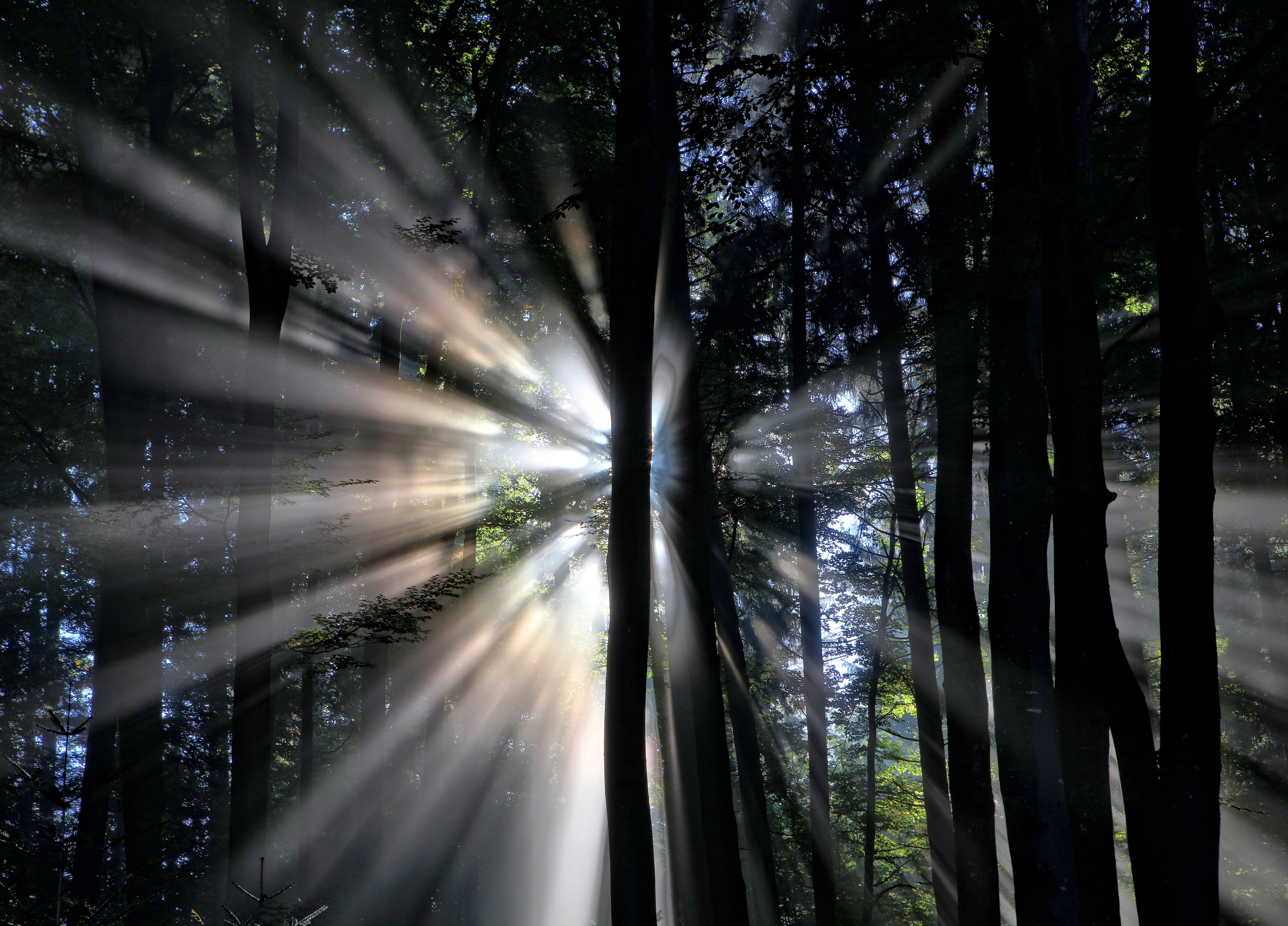
Der optische Eindruck verleitet den Betrachter hier eine Lichtquelle in unmittelbarer Nähe zu vermuten. Sein Wissen über die Sonne erlaubt ihm seine Wahrnehmung zu korrigieren.

Die Wahrnehmung relativer Größe entsteht durch das Vergleichen von Objekten. Sie ist eine Komponente des perspektivischen Sehens. Haben zwei Objekte physikalisch die gleiche Größe, dann wird vom näheren Objekt ein größerer Teil des Gesichtsfeldes eingenommen. Im Gehirn gespeicherte Information durch regelmäßig auftretende relative Größen im Gesichtsfeld nutzt das visuelle System für die Wahrnehmung der räumlichen Tiefe.
Auf den schematischen Darstellungen b und d laufen die in Wirklichkeit parallelen Wegränder wie konvergente Geraden aufeinander zu. Das wird vom visuellen System meistens als Tiefeneindruck interpretiert. Sind dem Betrachter die Abmessungen eines Gegenstandes bekannt, in diesem Fall die eines erwachsenen Menschen, kann das visuelle System anhand der scheinbaren Größe, in der dieser auf der Netzhaut abgebildet wird, seine Entfernung abschätzen. Bei Abbildung mehrerer identischer Objekte auf der Netzhaut in unterschiedlichen relativen Größen, kann das visuelle System die Objekte als gleich groß interpretieren, wobei die kleiner erscheinenden als weiter entfernt angesehen werden (Größenkonstanz). Bei mangelnder Erfahrung kommt es mitunter zu Fehldeutungen, beispielsweise bei Sonnenstrahlen und stürzenden Linien.

### Verdeckung – Kulissenwirkung

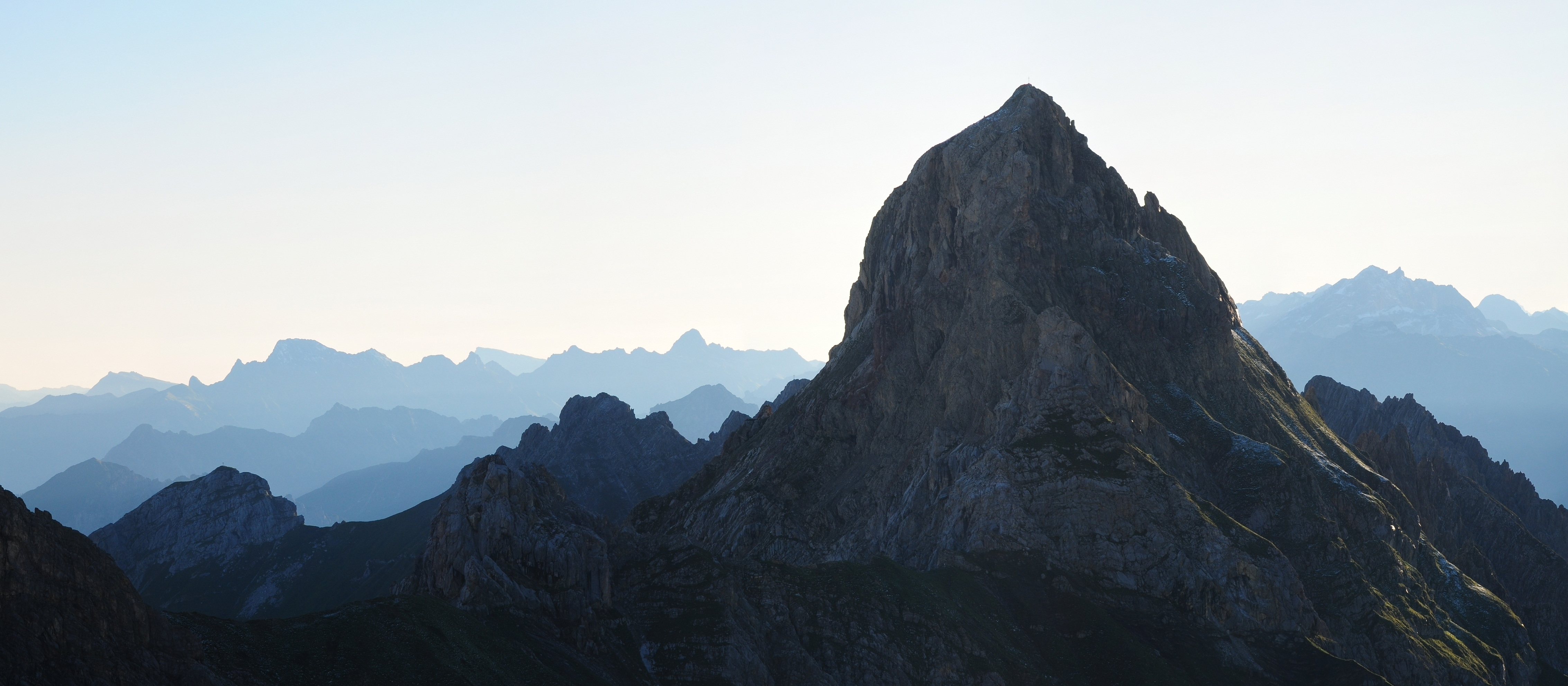
Räumliche Tiefe in einem zweidimensionalen Bild.

Aufgrund der Eigenart unseres Wahrnehmungsapparates, fehlende Teilstücke von bekannten Formen unwillkürlich im Geiste zu ergänzen, vermuten wir in dem Fall, in dem eine Form eine andere verdeckt, ein Hintereinander und kämen nicht auf die Idee, dass der nur teilweise sichtbaren Form ein Stück fehlt. Diesem Prinzip verdanken wir unter anderem die majestätische Wirkung von hintereinander liegenden Bergketten oder die enorme räumliche Wirkung von mehrschiffigen gotischen Kathedralen, den Säulen- und Bogenwäldern der Alhambra in Granada oder auch der kathedralenähnlichen Wirkung großer Buchenwälder.
Im Theater wird dieser Effekt zusammen mit dem Prinzip der Größenkonstanz genutzt, um im begrenzten Raum des Bühnenhauses weiträumige Saalfluchten zu simulieren. Je mehr Überschneidungen von Formen zu sehen sind und je mehr Schichtungen wir ablesen können, umso stärker wird unser Raumeindruck.

### Schatten

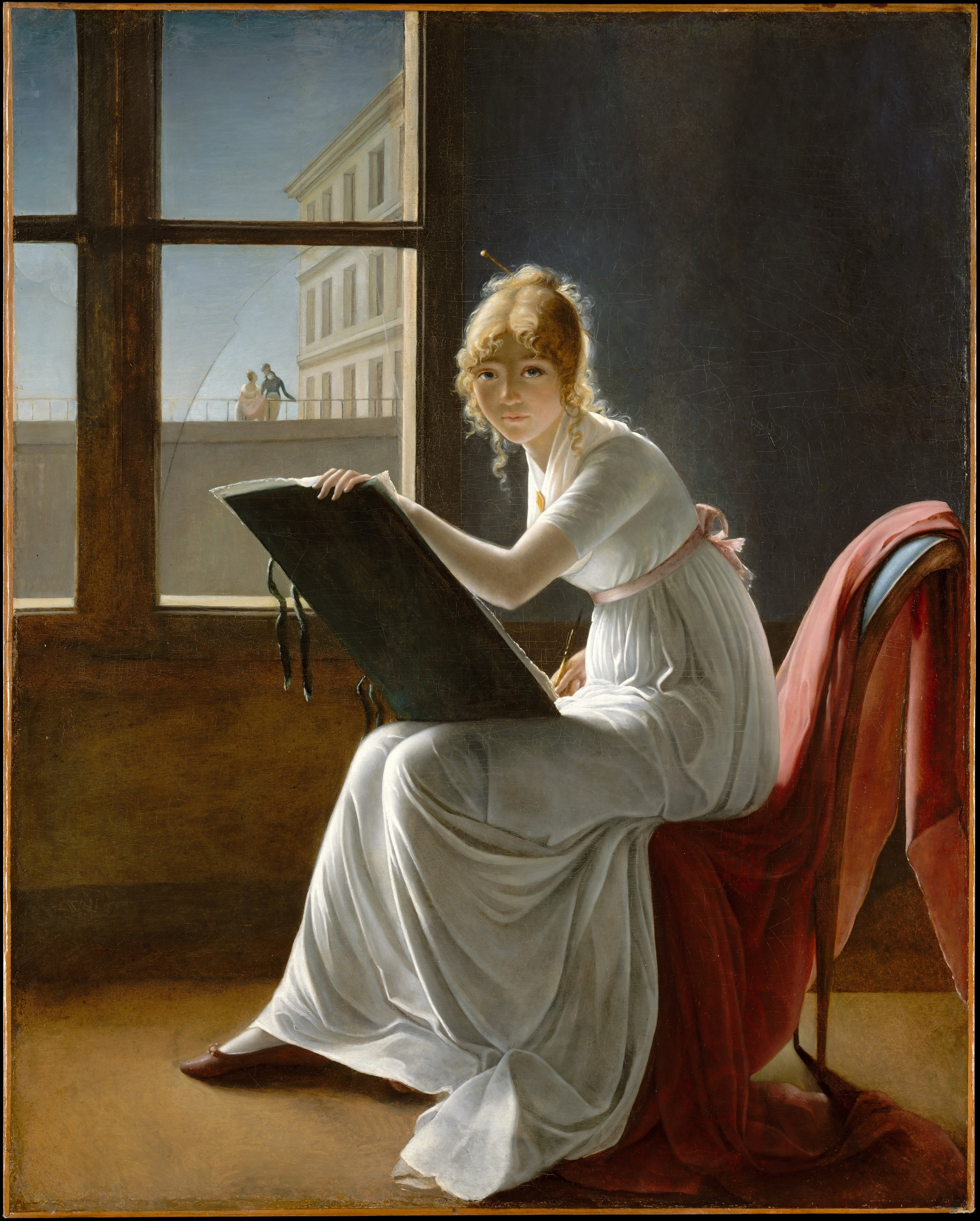

Weitere Hinweise über die Dreidimensionalität von Körpern und Räumen entnehmen wir ihrem Schattenwurf. Aus dem Lichteinfall lesen wir deren Volumen und Oberflächenbeschaffenheit ab, aber auch die vorherrschende Lichtrichtung und Lichtqualität. Dabei setzt unser Gehirn im Zweifelsfalle voraus, dass das Licht von oben kommt (sog. Licht-von-oben-Heuristik), bevorzugt von links oben (jedenfalls in den Kulturen, die von links nach rechts schreiben und lesen). So können wir sehen, ob es sich um konvexe oder konkave Formen handelt, wie die Grenzen und Übergänge dazwischen beschaffen sind usw. Dementsprechend steigert die schattierte Darstellung der Körper deren Wiedererkennungsgrad. Der Eigenschatten (die dunklere, weil lichtabgewandte Seite) eines Körpers gibt ihm dabei Volumen und Ausdehnung, während der Schlagschatten (d. h. der Schatten, den der Körper auf seine Umgebung wirft) seinen räumlichen Bezug zu anderen Flächen und Körpern definiert – dabei kommt auch das Prinzip der Verdeckung (s. o.) als Wirkung hinzu.
Beispiele und mögliche Fehldeutungen finden sich im Artikel Kippfigur.

### Luftperspektive
Gegenstände in großer Ferne erscheinen heller und bläulicher. Diese Entfernungsinformation verdanken wir dem Umstand, dass wir in einem trübenden Medium leben – der Luft, die uns umgibt. In der Atmosphäre trüben sowohl die eigentlichen Luftmoleküle als auch Wasserdampf und Schwebteile wie Ruß, Rauch oder Sand das Sonnenlicht und das Licht, das von den Körpern reflektiert wird.
Diese Trübung bewirkt, dass sich die Kontraste in die Ferne verringern. Schwarze Flächen erscheinen nicht mehr schwarz, weiße nicht mehr weiß, die Farben verlieren ihre Sättigung und zeigen an sonnigen Tagen einen immer größeren Blauanteil, je weiter entfernt ihre Position vom Betrachter ist (siehe Rayleigh-Streuung). Diese Wirkung kann man sehr gut an Tagen sehen, an denen starker Dunst herrscht.
Im Gegensatz dazu achte man einmal auf die Lichtwirkung der Aufnahmen der Astronauten auf dem Mond oder der Bilder, die von den Space Shuttles übertragen wurden: Keine noch so kleine Trübung des Himmelschwarz; der Mondhorizont und gleich darüber die kleine blaue Kugel unseres Heimatplaneten scheinen zum Greifen nah.
Beispiel: Im Vordergrund auf dem Foto oben ist die Farbe der Bäume dunkelgrün. Mit zunehmender Entfernung hellt sie sich auf und verschiebt sich ins bläuliche. Die entfernten Bergketten sind nur noch wenig dunkler als der Himmel (siehe auch Luftperspektive und Farbperspektive).

### Relative Höhe

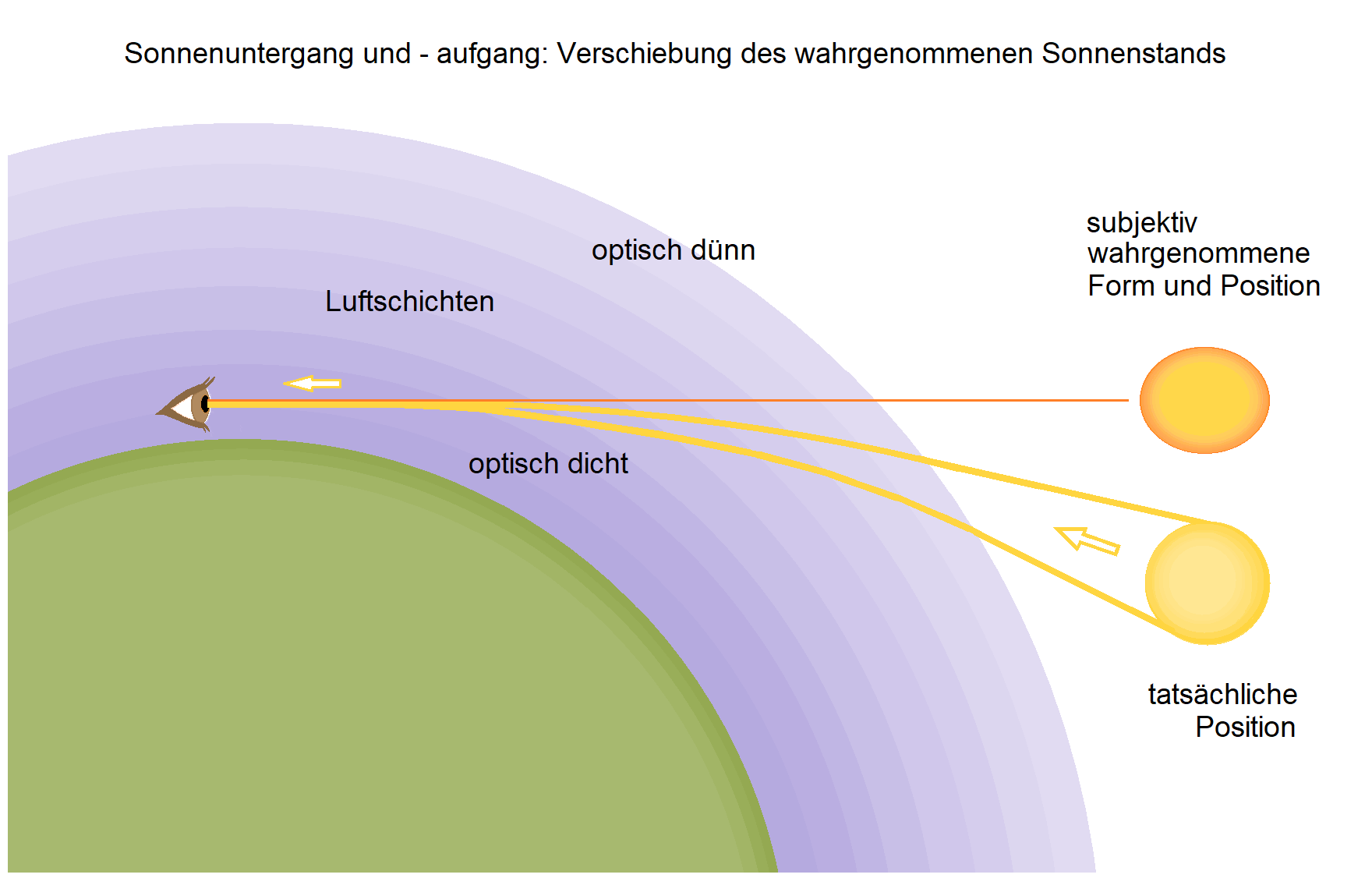
Das visuelle System orientiert sich an der Richtung, aus der die Lichtstrahlen ins Auge einfallen und interpretiert ihre Herkunft dementsprechend.

Objekte, die sich im zweidimensionalen Abbild nahe an der Horizontlinie befinden, werden als weiter entfernt interpretiert als Objekte, die weiter darüber oder darunter gesehen werden. Auf dieser Heuristik beruht u. a. die Mondtäuschung. Außerdem kann die Refraktion der Atmosphäre die räumliche Wahrnehmung beeinflussen. Wenn die Sonne sich aus der Perspektive des Betrachters ein wenig unterhalb des Horizonts befindet, kommt es infolge der Ablenkung der von der Sonne ausgehenden Lichtstrahlen durch die Lichtbrechung zu einer Wahrnehmungstäuschung bei der räumlichen Zuordnung und zu einer Vergrößerung der optischen Sichtweite.

### Bewegungsparallaxe
Bewegen wir uns durch eine Szenerie (z. B. im Auto), ziehen nahe Objekte schneller am Auge vorbei, als weiter entfernte. Dies wird auch als Bewegungsparallaxe bezeichnet.

## Akustische Raumwahrnehmung
Innenräume können auch akustisch erfahren werden; jeder hat seine spezifische akustische Raumsignatur. Geübte Hörer wissen z. B. auch bei geschlossenen Augen, ob sie sich im Musikvereinssaal in Wien, in einer Lagerhalle (Nachhall!), oder aber in der Abteikirche von Le Thoronet befinden. Aufgrund des 360°-Empfangs der Ohren ist der akustische Raumeindruck, anders als der visuelle, ganzheitlich.
Trotz physikalisch-akustischer Wissenschaften (z. B. für den Bau von Konzertsälen) steckt die neurobiologische Untersuchung akustischer Raumwahrnehmung immer noch in den Kinderschuhen.
Sehr hochentwickelt ist die akustische Raumwahrnehmung bei den Fledermäusen, die sich als dämmerungs- und nachtaktive Tiere fast ausschließlich damit orientieren. Auch Menschen können lernen, die von Objekten und Wänden reflektierten Schallwellen selbst erzeugter Klickgeräusche und ihrer Stimme zur Raumwahrnehmung zu nutzen. Diese Fähigkeit haben sich einige blinde Menschen aneignen können, um Gegenstände im Raum besser zu erkennen (Menschliche Echoortung).